# Sokar
Sokar (hay Seker) là một vị thần chết trong văn hóa Ai Cập cổ đại. Đây cũng là vị thần được sùng bái bậc nhất tại các nghĩa trang ở Memphis.

## Ý nghĩa tên gọi
Tên gọi của thần Sokar có nhiều ý nghĩa khác nhau. Nó có thể được bắt nguồn từ thuật ngữ skr, có nghĩa là "làm sạch khoang miệng", hoặc là từ sy-k-ri, là tiếng kêu cứu đầy đớn đau của Osiris nói với Isis. Một danh hiệu của thần Sokar là "Người của vùng đất Rosetau". Rosetau là khu vực xung quanh các kim tự tháp Giza, ám chỉ đến lối vào các nghĩa trang, hay cụ thể hơn là bước vào cõi âm. Sokar còn được biết đến với danh hiệu "Lãnh chúa của vùng đất bí ẩn" (tức thế giới bên kia của người chết) hay "Vị thần với đôi cánh dang rộng" (ám chỉ hình dạng của loài diều hâu).

## Mô tả
Sokar thường xuất hiện dưới hình dạng một con chim ưng, đầu có thể đội vương miện (hoặc mặt trời) với cặp sừng, hoặc là một xác ướp với cái đầu chim ưng (thời kỳ Tân Vương quốc trở đi). Cỗ quan tài bằng bạc với cái đầu ưng của pharaon Shoshenq II được lấy từ hình ảnh của vị thần này.

## Thần thoại

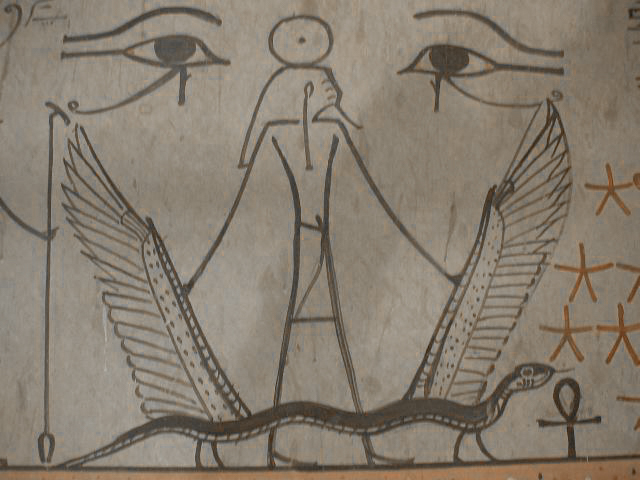
Ai Cập.KV34.07

Sokar được xem là thần bảo trợ cho các công nhân xây dựng lăng tẩm và những nghệ nhân chế tác những món đồ dùng trong tang chế. Là một vị thần của lòng đất, Sokar sẽ coi sóc việc đào kênh nước, cày xới trên ruộng đồng và xây dựng các phòng mộ ngầm.
Từ thời kỳ Trung Vương quốc trở đi, Sokar thường được hợp nhất với thần sáng tạo Ptah. Ptah-Sokar đại diện cho đất và quyền năng tạo ra sự sống. Ptah-Sokar đã liên kết với Osiris trở thành một vị thần hợp nhất: Ptah-Sokar-Osiris. Ptah-Sokar-Osiris được mô tả là một xác ướp (hình dạng của Ptah và Osiris) với cái đầu một con chim ưng (hình dạng của Sokar), đội vương miện Atef, tay cầm các biểu tượng vương quyền.
Cõi âm Amduat được chia thành 12 khoảng giờ, là quãng thời gian mà thần Ra phải băng qua địa ngục. Sokar cai quản khoảng giờ thứ tư và thứ năm. Vào khoảng giờ thứ tư, Ra bắt đầu đi vào vùng đất sa mạc của Sokar. Con đường băng qua sa mạc đầy rẫy những con rắn độc và tăm tối. Thoth và Sokar là những người hộ tống thần mặt trời khi ngài bước chậm chạp qua sa mạc. Giờ thứ năm, mặt trời phải được đưa qua hang động của Sokar. Bên trong hang động, Sokar sẽ phải khống chế con rắn quỷ Apep. Hang của Sokar được bảo vệ bởi những con sư tử Aker.

## Hình ảnh

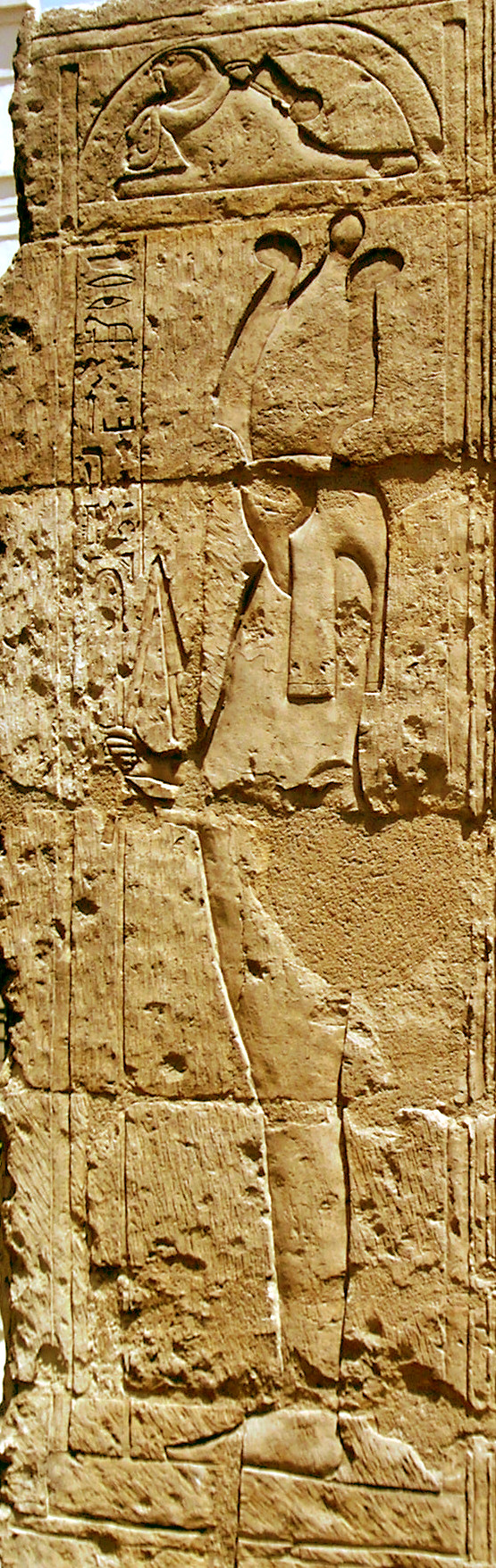
Phù điêu của Ptah-Sokar-Osiris
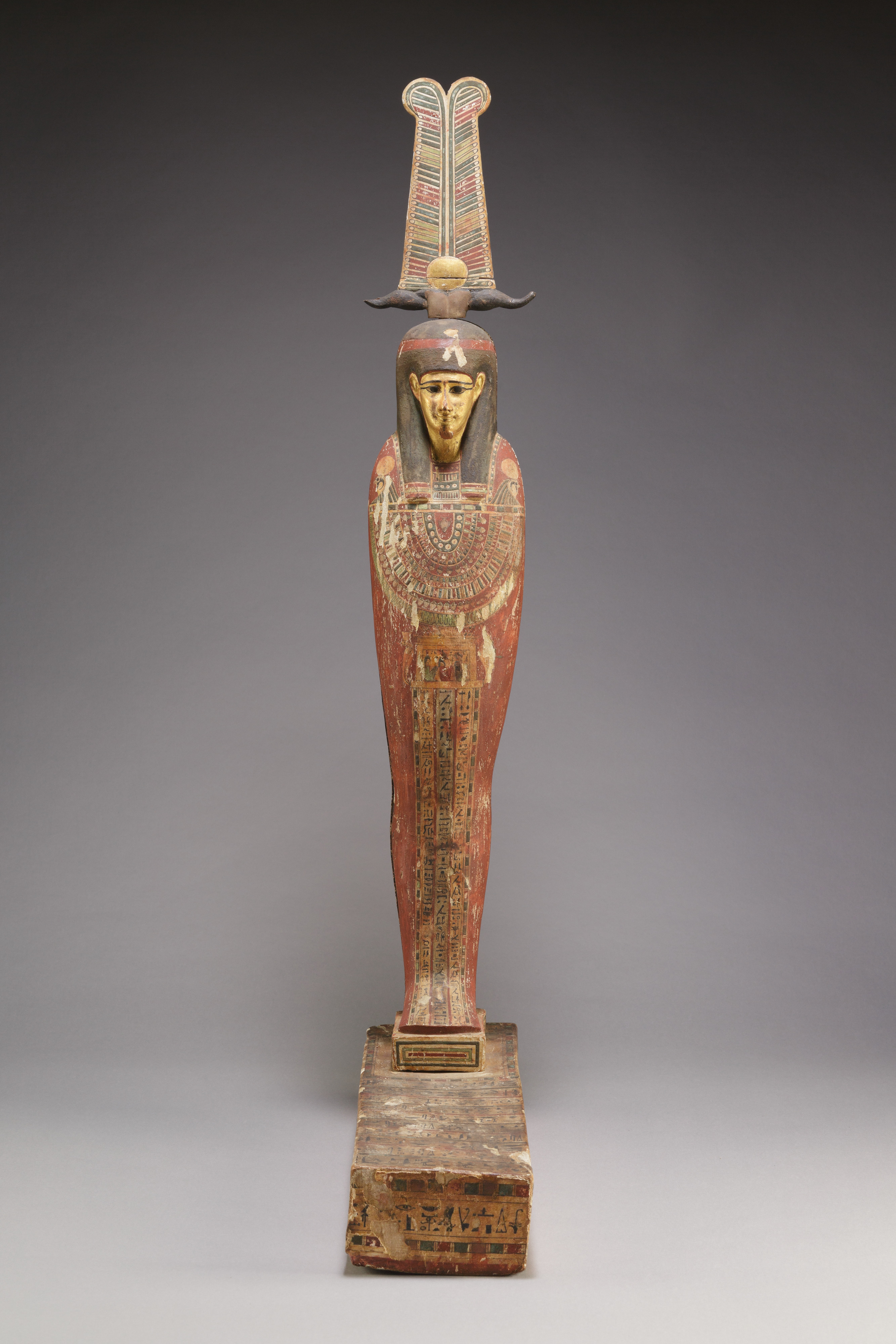
Tượng Ptah-Sokar-Osiris (Viện bảo tàng Mỹ thuật Metropolitan)
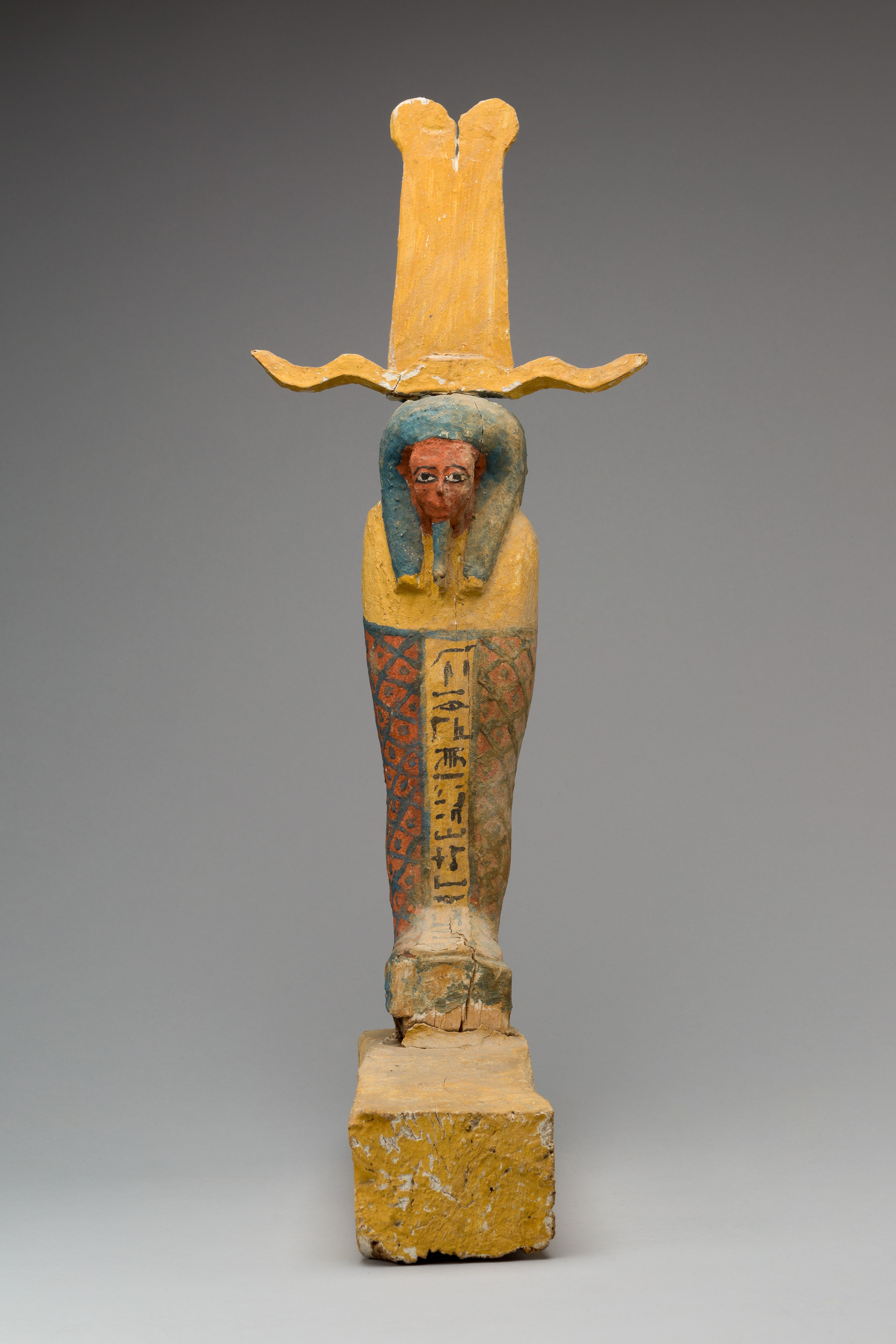
Tượng Ptah-Sokar-Osiris (Viện bảo tàng Mỹ thuật Metropolitan)
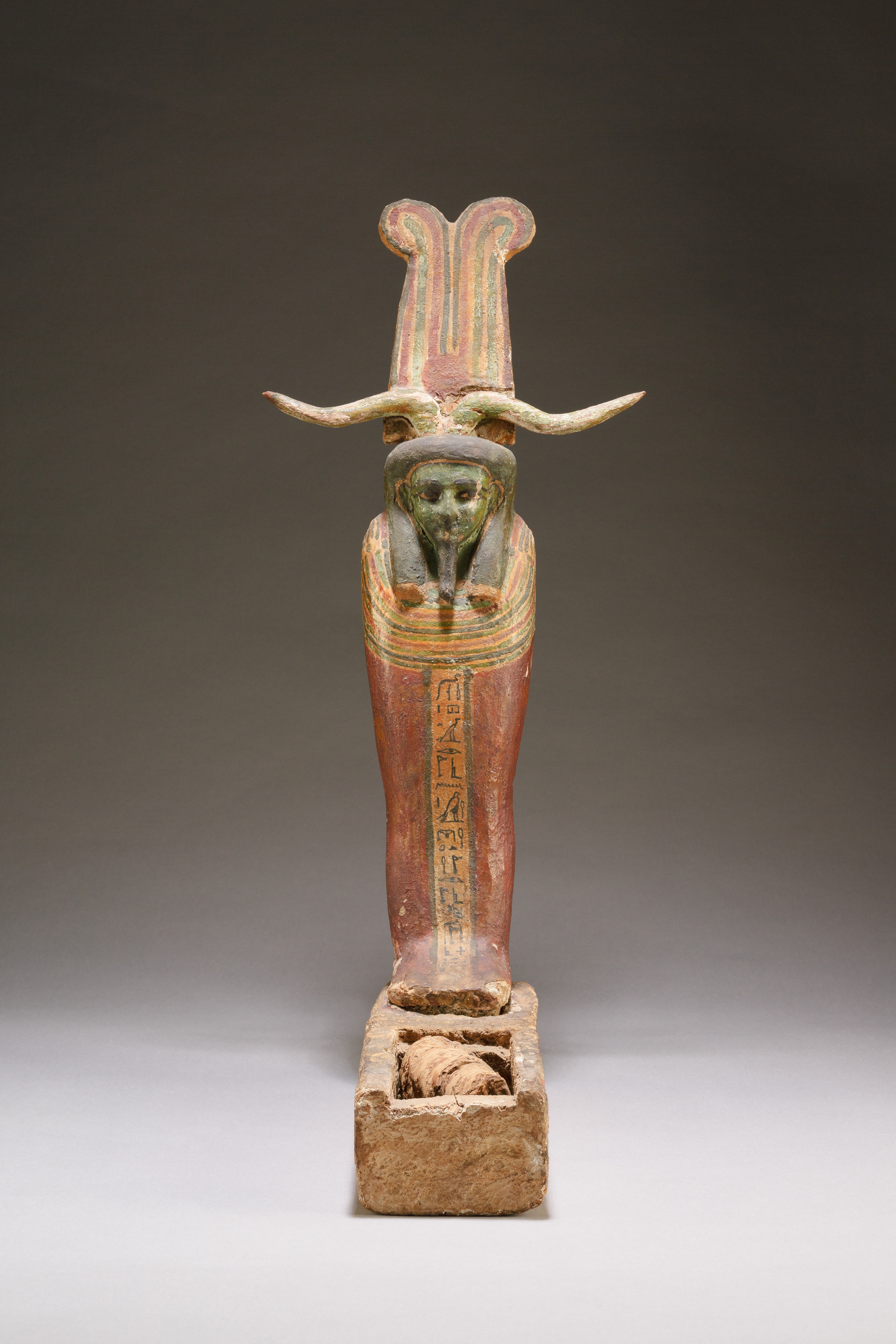
Tượng Ptah-Sokar-Osiris (Viện bảo tàng Mỹ thuật Metropolitan)